# Antennarius pardalis
Antennarius pardalis es una especie de pez del género Antennarius, familia Antennariidae. Fue descrita científicamente por Valenciennes en 1837.
Se distribuye por Atlántico Oriental: Senegal hasta Congo, incluido Cabo Verde. La longitud estándar (LS) es de 10,2 centímetros. Se ha registrado a profundidades de hasta 50 metros y habita en aguas costeras donde se alimenta de peces y gambas.
Está clasificada como una especie marina inofensiva para el ser humano.